# Hanussen (film, 1988)
Hanussen je madžarsko-zahodnonemško-avstrijski zgodovinsko-dramski film iz leta 1988, ki ga je režiral István Szabó in zanj napisal tudi scenarij skupaj s Pétrom Dobaijem. V glavnih vlogah nastopajo Klaus Maria Brandauer, Erland Josephson in Walter Schmidinger. Zgodba prikazuje življenje Erika Jana Hanussena (Brandauer), judovskega okultista in hipnotista. 
Film je bil premierno prikazan 6. oktobra 1988 v madžarskih kinematografih in je naletel na dobre ocene kritikov. Kot madžarski kandidat je bil nominiran za oskarja za najboljši mednarodni celovečerni film na 61. podelitvi. Prikazan je bil v tekmovalnem programu Filmskega festivala v Cannesu, kjer je bil nominiran za glavno nagrado zlata palma. Nominiran je bil tudi za zlati globus za najboljši tujejezični film in evropsko filmsko nagrado za najboljšo glavno moško vlogo (Brandauer).

## Vloge
- Klaus Maria Brandauer kot Klaus Schneider / Erik Jan Hanussen
- Erland Josephson kot dr. Bettelheim
- Ildikó Bánsági kot sestra Betty
- Walter Schmidinger kot šef propagande
- Károly Eperjes kot stotnik Tibor Nowotny
- Grażyna Szapołowska kot Valery de la Meer
- Colette Pilz-Warren kot Dagma
- Adrianna Biedrzyńska kot Wally
- György Cserhalmi kot grof Trantow-Waldbach
- Michał Bajor
- Jiří Adamíra
- Róbert Rátonyi
- Kalina Jędrusik
- Gabriela Kownacka
- Ewa Błaszczyk